# Miss Dänemark

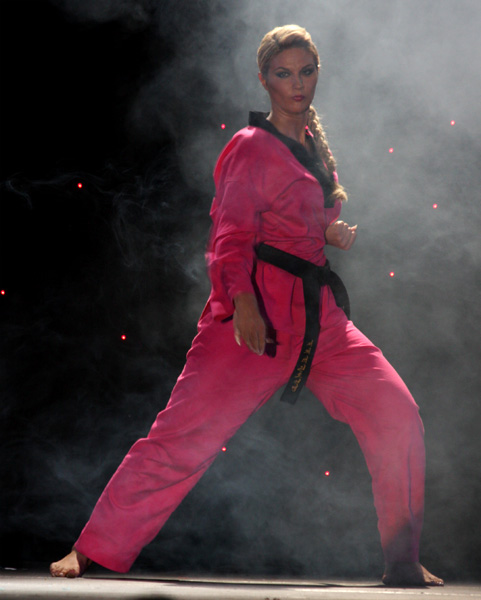
Lisa Lents, Miss World Denmark 2008

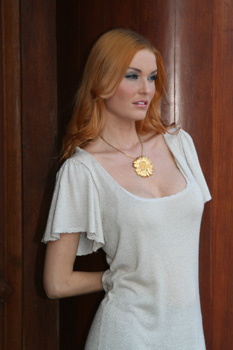
Line Kruuse aus Korsør vertrat Dänemark bei der Miss World 2007.

Miss Dänemark ist ein nationaler Schönheitswettbewerb in Dänemark, der im Inland Frøken Danmark heißt. Er wurde 1924 erstmals durchgeführt. Damals gewann Edith Jørgensen aus Aarhus den ausgelobten Preis von 1000 Kronen.
Organisatoren und Lizenzinhaber wechselten seitdem mehrmals; in der Zwischenzeit fielen die Wettbewerbe aus. Der jetzige Veranstalter Pretty Danish ist seit 1999 aktiv und besitzt die internationalen Konzessionen für die Teilnahme an den Wettbewerben zur Miss Universe, Miss Earth und Miss Baltic Sea & Scandinavia
Seit 2004 führt Pretty Danish getrennte Wettbewerbe für Miss World Denmark und Miss Universe Denmark durch, deren Siegerinnen an dem entsprechenden weltweiten Wettbewerb teilnehmen.

## Die Siegerinnen

### Frøken Danmark
| Jahr    | Miss Dänemark                  |
| ------- | ------------------------------ |
| 1924    | Edith Jørgensen                |
| 1925–28 | nicht ausgetragen              |
| 1929    | Vibeke Mogensen                |
| 1930    | Esther Petersen                |
| 1931    | Inga Marie Arvad               |
| 1932    | Aase Clausen                   |
| 1933    | Karen Marie Løwert             |
| 1934    | Ethel Louis                    |
| 1935    | Ellen Ørregaard                |
| 1936    | nicht ausgetragen              |
| 1937    | Tove Arni                      |
| 1938    | Inger Eriksen                  |
| 1939–51 | nicht ausgetragen              |
| 1952    | Hanne Sørensen                 |
| 1953    | Jytte Olsen                    |
| 1954–57 | nicht ausgetragen              |
| 1958    | Evy Norlund                    |
| 1959    | Lys Stolberg                   |
| 1960    | Lizzie Hess                    |
| 1961    | Jette Nielsen                  |
| 1962    | nicht ausgetragen              |
| 1963    | Aino Korwa                     |
| 1964    | Yvonne Mortensen               |
| 1965    | Jeanette Christjansen          |
| 1966    | Gitte Fleinert                 |
| 1967    | Margrethe Rhein Knudsen        |
| 1968    | Gitte Broge                    |
| 1969    | Jeanne Perfeldt                |
| 1970    | Winnie Hollman                 |
| 1971    | nicht ausgetragen              |
| 1972    | Marianne Schmit                |
| 1973    | nicht ausgetragen              |
| 1974    | Jane Møller                    |
| 1975    | Berit Frederiksen              |
| 1976    | Brigitte Trolle                |
| 1977    | Inge Eline Erlandsen           |
| 1978    | Anita Heske                    |
| 1979    | Lone Gladys Jørgensen          |
| 1980    | Jane Bill                      |
| 1981    | Trine Brandstrup               |
| 1982    | Tina Marie Nielsen             |
| 1983    | Inge Ravn Thomsen              |
| 1984    | Katrina Clausen                |
| 1985    | Susan Boye Rasmussen           |
| 1986    | Helena Christensen             |
| 1987    | Nana Louise Wildfang Jørgensen |
| 1988    | Pernille Nathansen             |
| 1989    | Louise Mejhede                 |
| 1990    | Maj Britt Jensen               |
| 1991    | Sharon Givskav                 |
| 1992    | Anne Mette Voss                |
| 1993    | Maria Josephine Hirse          |
| 1994    | Gitte Andersen                 |
| 1995    | Tina Dam                       |
| 1996    | Anette Oldenborg               |
| 1997    | Mette Ravn Ibsen               |
| 1998    | Tina Christensen               |
| 1999    | Zahide Bayram                  |
| 2000    | Cecilie Elisa Dahlstrøm        |
| 2001    | Maj Petersen                   |
| 2002    | Masja Juel                     |
| 2003    | nicht ausgetragen              |

### Miss World Denmark und Miss Universe Denmark
| Jahr | Miss World Denmark           | Miss Universe Denmark |
| ---- | ---------------------------- | --------------------- |
| 2004 | Michelle Andreasen           | Tina Christensen      |
| 2005 | Trine Lundgaard Nielsen      | Gitte Hanspal         |
| 2006 | Natasja Pryds                | Betina Faurbye        |
| 2007 | Line Kruuse                  | Zaklina Sojic         |
| 2008 | Lisa Lents                   | Maria Sten-Knudsen    |
| 2009 | Nadia Ulbjerg Pedersen       | nicht ausgetragen     |
| 2010 | Natalya Averina              | Ena Sandra Causevic   |
| 2011 | Maya Celeste Padillo Olesen  | Sandra Amer Hamad     |
| 2012 | Iris Reuben Adler Thomsen    | Josephine Hewitt      |
| 2013 | Malene Riis Sørensen         | Cecilia Iftikhar      |
| 2014 | Pernille Sørensen            | nicht ausgetragen     |
| 2015 | Jessica Josephine Hvirvelkæl | Cecilie Wellemberg    |
| 2016 | Helena Heuser                | Christina Mikkelsen   |